# Pablo Pigl
Pablo Pigl (* 8. Februar 1992 in Hammelburg) ist ein deutscher Fußballspieler.

## Werdegang
Pigl begann in der Jugend des 1. FC Schweinfurt 05 mit dem Fußballspielen und schloss sich 2007 der Jugend der SpVgg Greuther Fürth an, für die er drei Jahre aktiv war. Im Jahre 2010 wechselte er zum FC Augsburg, bei dem er 2011 einen Vertrag für dessen Zweite Mannschaft erhielt. Für diese erzielte er in der Fußball-Regionalliga Bayern in 53 Spielen ein Tor. Zur Saison 2014/15 wechselte er ligaintern zurück zu seinem Jugendverein nach Schweinfurt.
Im Sommer 2015 wechselte er nach 28 Spielen und drei Toren zum FC Rot-Weiß Erfurt und erhielt dort einen Zweijahresvertrag mit Verlängerungsoption über ein weiteres Jahr. Sein Pflichtspieldebüt für Erfurt gab er am 24. Juli 2015 im Spiel gegen den 1. FC Magdeburg. Nachdem er in der Saison 2016/17 immer weniger zum Einsatz gekommen war, wurde sein Vertrag im März 2017 nach insgesamt 37 Ligaspielen (ein Tor) aufgelöst.
Zur Saison 2017/18 schloss er sich dem Landesligisten SV Türkgücü-Ataspor München an. Mit dem Verein stieg er 2018 aus der Landesliga Südost in die Bayernliga auf und 2019 gelang als Meister der Durchmarsch in die Regionalliga Bayern.
Zur Saison 2019/20 wechselte Pigl zum FC Pipinsried, als Torschützenkönig der Bayernliga Süd (20 Treffer) stieg er mit dem Verein in die Regionalliga Bayern auf. Anfang November 2022 beschloss Pigl den Verein wieder zu verlassen, hier war er als Co-Trainer tätig.

## Zitate
„Pablo ist ein junger, robuster, flexibel und vielseitig einsetzbarer Spieler.“